# Cyrkuł włodawski
Cyrkuł włodawski (niem. Wlodawaer Kreis) – jednostka administracyjna Cesarstwa Austrii w latach 1803–1809 w Królestwie Galicji i Lodomerii. Powstał na części obszaru zagarniętego przez Austrię wskutek III rozbioru Polski. Siedziba cyrkułu nie znajdowała się we Włodawie, lecz w Białej.

## Historia
Na podstawie dekretu cesarza Franciszka II z 13 maja 1803, z dniem 1 listopada 1803 Nowa Galicja została podporządkowana  Gubernium Galicji we Lwowie. Wtedy też dokonano zmniejszenia liczby cyrkułów o połowę łącząc ze sobą sąsiednie cyrkuły. Każdy cyrkuł był podzielony na trzy okręgi. Wtedy powstał cyrkuł włodawski z obszarów zniesionych cyrkułów bialskiego i chełmskiego. Jego stolicą była Biała. Został podzielony na okręgi Biała, Chełm i Włodawa.
14 października 1809 wraz z większością Nowej Galicji włączony do Księstwa Warszawskiego i wkrótce zlikwidowany na mocy dekretu królewskiego z dnia 17 kwietnia 1810, w wykonaniu wcześniejszego dekretu z 24 lutego 1810 dotyczącego rozciągnięcia Konstytucji i administracji Księstwa Warszawskiego na tereny dawnej Nowej Galicji przyłączonej do Księstwa Warszawskiego. Wszedł w skład departamentu siedleckiego.